# Людвиг, принц Гессенский
Людвиг Герман Александр Хлодвиг (нем. Ludwig Hermann Alexander Chlodwig; 20 ноября 1908, Дармштадт — 30 мая 1968, Франкфурт-на-Майне, Гессен) — принц Гессенский и Рейнский, был младшим сыном Людвига Эрнеста, великого герцога Гессен и его второй супруги, принцессы Элеоноры Сольмс-Гогенсольмс-Лих.

## Биография
Людвиг стал преемником своего брата Георга Донатуса, великим герцогом Гессенским и Рейнским после его гибели.
Он женился на леди Маргарет Кэмпбелл-Геддес (1913—1997), дочери барона Окленда Геддеса (1873—1946) и его жены Патрисии Мари Геддес (1881—1950), в 1937 году, на следующий день после гибели матери, брата и его семьи в авиакатастрофе. Людвиг удочерил свою племянницу Йоханну (р. 1936), но девочка умерла в 1939 году.
В 1960 году принц Людвиг усыновил своего дальнего родственника Морица, ландграфа Гессенского и объявил его следующим главой Гессенского дома. После смерти принца Людвига во Франкфурте Мориц сменил своего отца Филиппа Гессенского и стал ландграфом Гессена и главой Гессенского дома.